# Akiba Yushi
Yushi Akiba (sinh ngày 31 tháng 10 năm 1985) là một cầu thủ bóng đá người Nhật Bản.

## Sự nghiệp câu lạc bộ
Yushi Akiba đã từng chơi cho Tokyo Verdy.